# Chamaesaura macrolepis
Chamaesaura macrolepis là một loài thằn lằn trong họ Cordylidae. Loài này được Cope mô tả khoa học đầu tiên năm 1862.